# Élections législatives tadjikes de 2020
Les élections législatives tadjikes de 2020 ont lieu le 1er mars 2020 afin de renouveler les 63 membres de l'Assemblée des représentants du Tadjikistan.
Le Parti démocratique populaire au pouvoir remporte sans surprise la majorité absolue des suffrages et la quasi-totalité des sièges.

## Contexte
Le Parti de la renaissance islamique, principal parti d'opposition, est interdit en 2015 par la Cour suprême, qui le qualifie d'« extrémiste » et d'« organisation terroriste ».

## Système électoral
L'Assemblée des représentants est la chambre basse de l'Assemblée suprême, le parlement bicaméral du Tadjikistan. Elle est composée de 63 sièges renouvelés tous les cinq ans selon un mode de scrutin parallèle.
Sont ainsi à pourvoir 41 sièges au scrutin uninominal majoritaire à deux tours dans autant de circonscriptions électorales, auxquels se rajoutent 22 sièges pourvus au scrutin proportionnel plurinominal dans une unique circonscription nationale avec listes fermées et un seuil électoral de 5 %. Les électeurs ne disposent que d'un seul vote, celui pour un candidat dans une circonscription locale au premier tour comptant pour un vote pour son parti au niveau national. Dans chaque circonscription, un quorum de 50 % de participation est exigé pour que le résultat soit considéré valide.

## Résultats
|                           |                                |           |       |        |        |        |               |  |  |  |  |  |
| Parti                     | Parti                          | Votes     | %     | Sièges | Sièges | Sièges | Sièges        |  |  |  |  |  |
| Parti                     | Parti                          | Votes     | %     | SM1T   | SP     | Total  | +/-           |  |  |  |  |  |
|                           | Parti démocratique populaire   |           | 50,40 | 35     | 12     | 47     | 4             |  |  |  |  |  |
|                           | Parti des réformes économiques |           | 16,60 | 1      | 4      | 5      | 2             |  |  |  |  |  |
|                           | Parti agraire                  |           | 16,50 | 3      | 4      | 7      | 2             |  |  |  |  |  |
|                           | Parti socialiste               |           | 5,20  | 0      | 1      | 1      | en stagnation |  |  |  |  |  |
|                           | Parti démocratique             |           | 5,10  | 0      | 1      | 1      | en stagnation |  |  |  |  |  |
|                           | Parti communiste               |           | 3,10  | 2      | 0      | 2      | en stagnation |  |  |  |  |  |
|                           | Parti social démocrate         |           | 0,30  | 0      | 0      | 0      | en stagnation |  |  |  |  |  |
|                           |                                |           |       |        |        |        |               |  |  |  |  |  |
| Suffrages exprimés        |                                |           |       |        |        |        |               |  |  |  |  |  |
| Votes blancs et invalides |                                |           |       |        |        |        |               |  |  |  |  |  |
| Total                     | Total                          | 4 245 951 | 100   | 41     | 22     | 63     | en stagnation |  |  |  |  |  |
| Abstentions               | Abstentions                    | 683 177   | 13,86 |        |        |        |               |  |  |  |  |  |
| Inscrits / participation  | Inscrits / participation       | 4 929 128 | 86,14 |        |        |        |               |  |  |  |  |  |

## Analyses
En la quasi absence d'opposition, le Parti démocratique populaire remporte sans surprise la majorité absolue, malgré un léger recul. Les quelques autres sièges sont remportés par de petits partis inféodés au gouvernement, tandis que le Parti social démocrate, seul réel parti d'opposition restant, n'obtient aucun siège,,.